# 2 of One
2 of One (англ. Два з одного) — другий відеоальбом американського рок-гурту Metallica, що вийшов 1989 року.

## Історія фільму
Документальний фільм 2 of One описує обставини створення пісні Metallica «One» з альбому … And Justice for All, на яку вперше в історії гурту було знято відеокліп, а також містить дві версії музичного відео на пісню. Він розпочинається з інтерв'ю барабанщика Ларса Ульріха, який розказує подробиці написання пісні. У тексті композиції розповідається про солдата, який лежить в госпіталі, бо втратив на війні кінцівки. Ця ідея з'явилася у музикантів ще під час запису альбому Master of Puppets (1986), але матеріалізувалася у пісню після того, як вони дізналися про існування антивійськового фільму «Джону дали зброю» зі схожим сюжетом, знятого по однойменному роману. Менеджмент гурту викупив права на екранізацію роману та використав кадри з фільму в музичному відео. Окрім цього, було створено альтернативну версію відеокліпу, яка була на дві хвилини коротшою і складалася лише с запису виступу Metallica. Окрім шестихвилинного інтерв'ю Ларса Ульріха 2 of One містить обидві версії кліпу: оригінальну (англ. Original Version) та джем-сесію гурту (англ. Jammin' Version).
Відео 2 of One вийшло на відеокасетах в червні 1989 року. Обкладинку намалював ілюстратор Браяном Шредером («Pushead»), який співпрацював з гуртом з 1986 року: на ній зображено вже знайомий по його попереднім роботам череп, із тулубом, схожим на мумію, без кінцівок — як у героя пісні. Вже у серпні відео отримало платинову сертифікацію RIAA із понад 100 тис. проданих примірників. 2006 року зміст документального фільму, включаючи вступ Ларса Ульріха та обидві версії відеокліпу «One», були перевидані в форматі DVD на відеоальбомі Metallica The Videos: 1989—2004.